# Макгрегор (Флорида)
Макгрегор (енгл. McGregor) насељено је место без административног статуса у америчкој савезној држави Флорида.

## Демографија
По попису из 2010. године број становника је 7.406, што је 270 (3,8%) становника више него 2000. године.
| Група             | 2000.         | 2010.         |
| Белци             | 6.699 (93,9%) | 6.679 (90,2%) |
| Афроамериканци    | 60 (0,8%)     | 105 (1,4%)    |
| Азијати           | 111 (1,6%)    | 122 (1,6%)    |
| Хиспаноамериканци | 208 (2,9%)    | 421 (5,7%)    |
| Укупно            | 7.136         | 7.406         |